# Kościół Wniebowzięcia Najświętszej Maryi Panny w Stoczku Łukowskim
Kościół Wniebowzięcia Najświętszej Maryi Panny – rzymskokatolicki kościół parafialny należący do dekanatu Żelechów diecezji siedleckiej. Jedyny rejestrowany zabytek miasta.

## Opis
Świątynia została wybudowana w stylu neogotyckim według projektu Zygmunta Zdańskiego (według innych źródeł kościół zaprojektował Józef Pius Dziekoński). Budowa została rozpoczęta w 1909 roku przez księdza Michała Dąbrowskiego i zakończona przez księdza Apolinarego Rybińskiego w 1923 roku. Budowlę konsekrował biskup siedlecki Henryk Przeździecki w dniu 17 czerwca 1934 roku.
Kościół został wybudowany ze składek parafialnych. Jest to budowla murowana wzniesiona z cegły. Jest postawiona na kamiennym fundamencie i nad nim, na jego zewnętrznej stronie położony jest do wysokości 1,25 metrów kamień ciosany. Świątynia jest podłużna, krzyżowa, reprezentująca styl neogotycki. Budowla składa się z prezbiterium, nawy środkowej, dwóch naw bocznych, które oddzielone są od środkowej 10 ceglanymi filarami, zakrystii, babińca, trzech odrębnych krucht i dwóch galerii znajdujących się nad zakrystią i babińcem. Długość świątyni to 55 metrów; szerokość w krzyżu 35 metrów, a pozostałe szerokości naw bocznych 21 metrów; wysokość od posadzki do sklepienia to 18 metrów, a wysokość od ziemi do szczytu wieży przy elewacji frontowej świątyni to 61 metrów.
W wieży frontowej świątyni znajduje się chór, składający się z trzech elementów odpowiadających trzem nawom w świątyni. Balkony są ozdobione płaskorzeźbami aniołów z rozpostartymi skrzydłami. W nawach bocznych są umieszczone dwie kaplice. Świątynia we wszystkich częściach jest nakryta gwiaździstymi ceglanymi sklepieniami. Ma 28 otworów okiennych, 10 w nawie głównej: o wysokości 7, 50 metrów i szerokości 1,80 metrów, 10 w kaplicach bocznych: o wysokości 7,50 metrów wysokości i szerokości 1, 20 metrów, 3 otwory okienne na chórze: o wysokości 6 metrów i szerokości 1,80 metrów oraz 4 małe umieszczone w prezbiterium – wszystkie otwory okienne posiadają żelazne ramy, łączenia ołowiane, a znajdujące się w nich szkło katedralne jest układane w figury geometryczne. W szczytowych częściach otwory okienne są ozdobione witrażami o motywach kwiatowych. Nad galeriami są umieszczone rozety wypełnione witrażami. Za wielkim ołtarzem znajduje się okno z witrażem nawiązującym do wezwania świątyni: „Wniebowzięcie Najświętszej Maryi Panny”. Zarówno sklepienia jak i okna są ozdobione łukami ostrymi. Przy elewacji frontowej świątyni znajduje się jedna wieża w stylu neogotyckim, a nad skrzyżowaniem naw mniejsza – obie są nakryte blachą cynkową miedziowaną, na ich wierzchołkach znajdują się żelazne krzyże.